# Béo phì ở Nauru

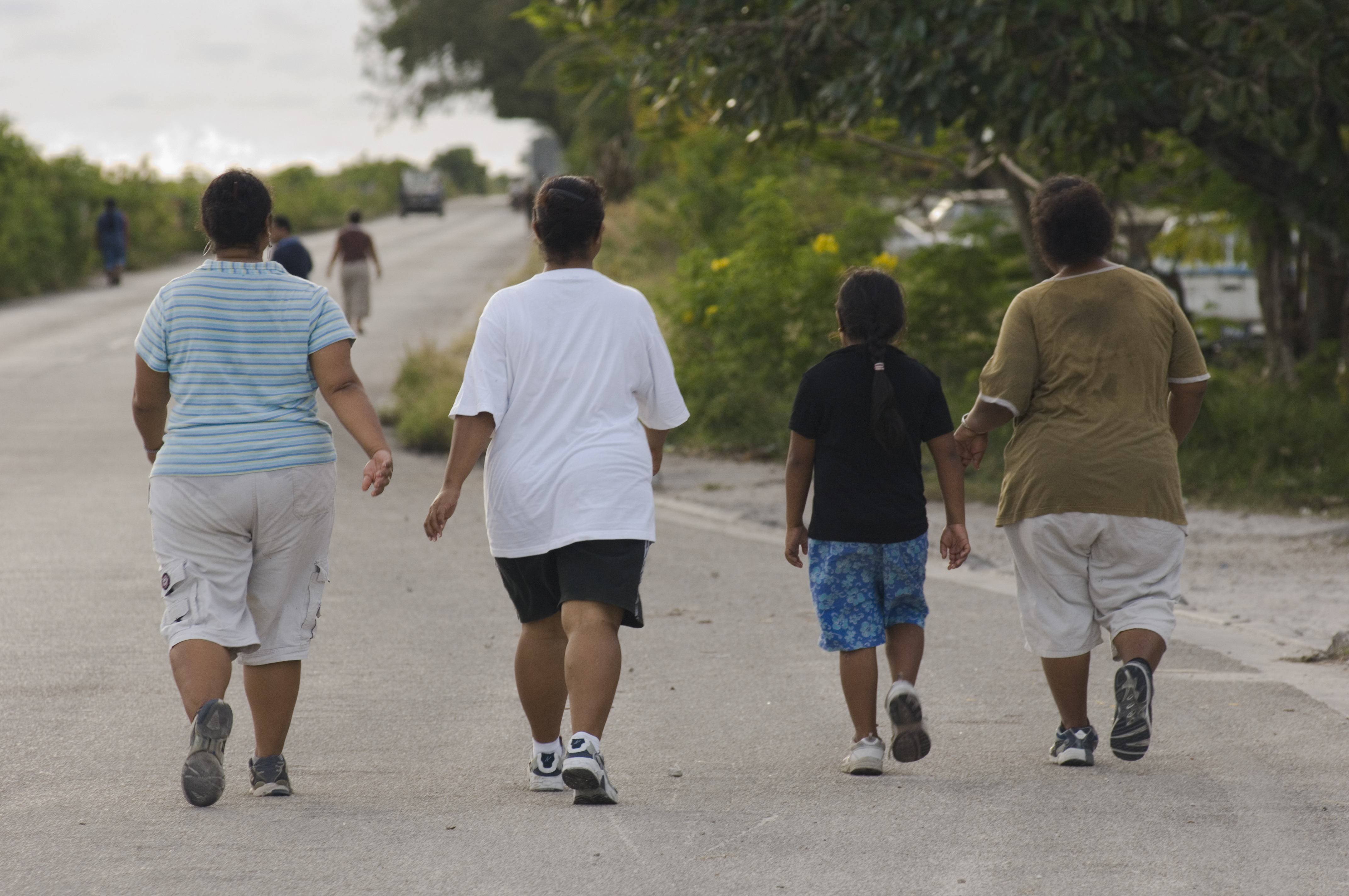
Một nhóm người Nauru tham gia đi bộ chống lại bệnh tiểu đường xung quanh sân bay quốc tế Nauru

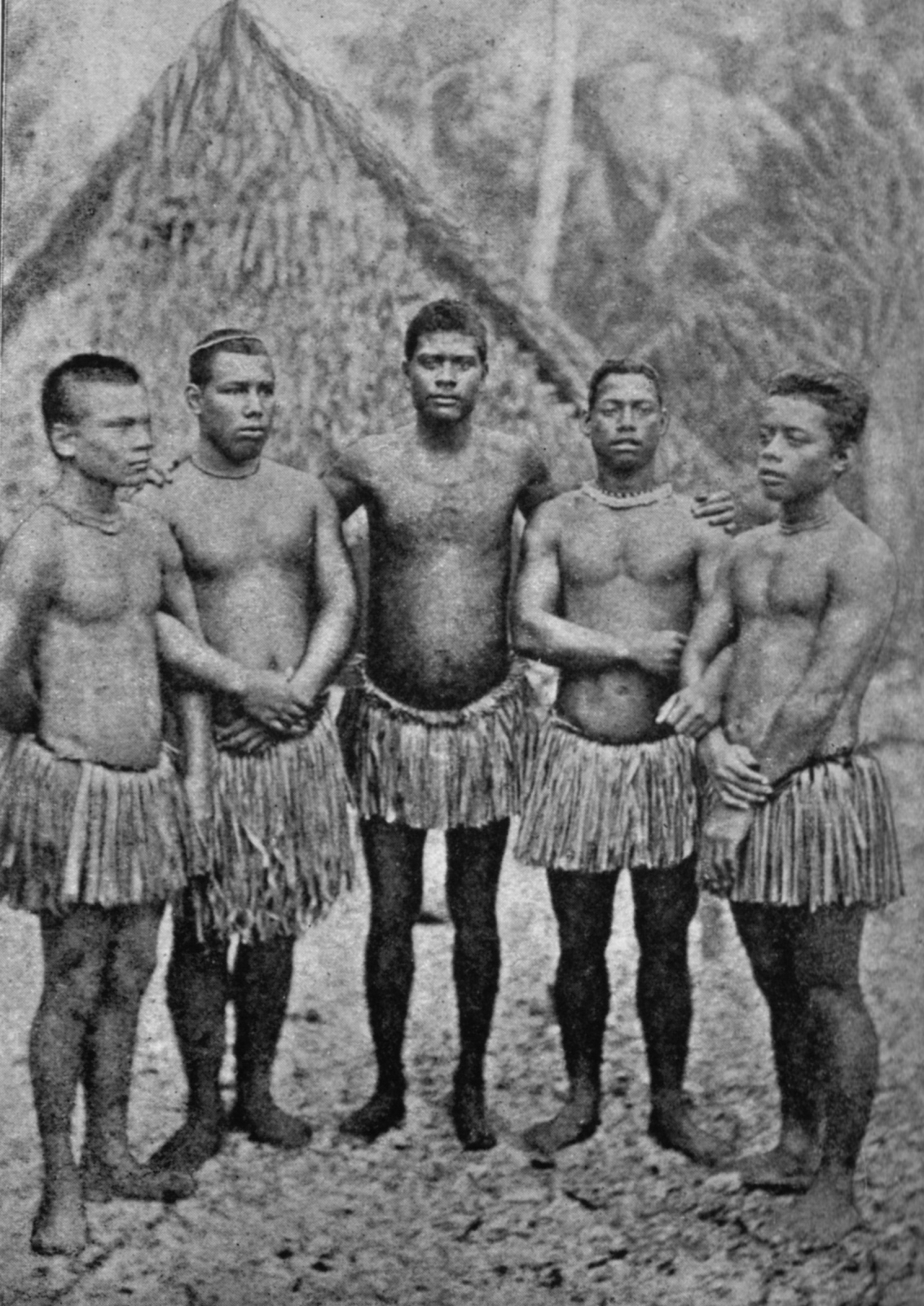
Người Nauru trẻ tuổi vào năm 1914

Béo phì ở Nauru là một vấn đề rất lớn đối với Cộng hòa Nauru.
Tổ chức Y tế Thế giới (WHO) ước tính rằng có khoảng 94,5% người Nauru được xác định là thừa cân và béo phì. Với tỷ lệ béo phì là 71,7% .
Nauru được biết đến là quốc gia có tỷ lệ cư dân mắc bệnh béo phì cao nhất trên toàn thế giới.
Trọng lượng cơ thể trung bình của người Nauru là khoảng 100 kilôgam (220 lb). Nauru có chỉ số BMI trung bình từ 34 đến 35.

## Nguyên nhân

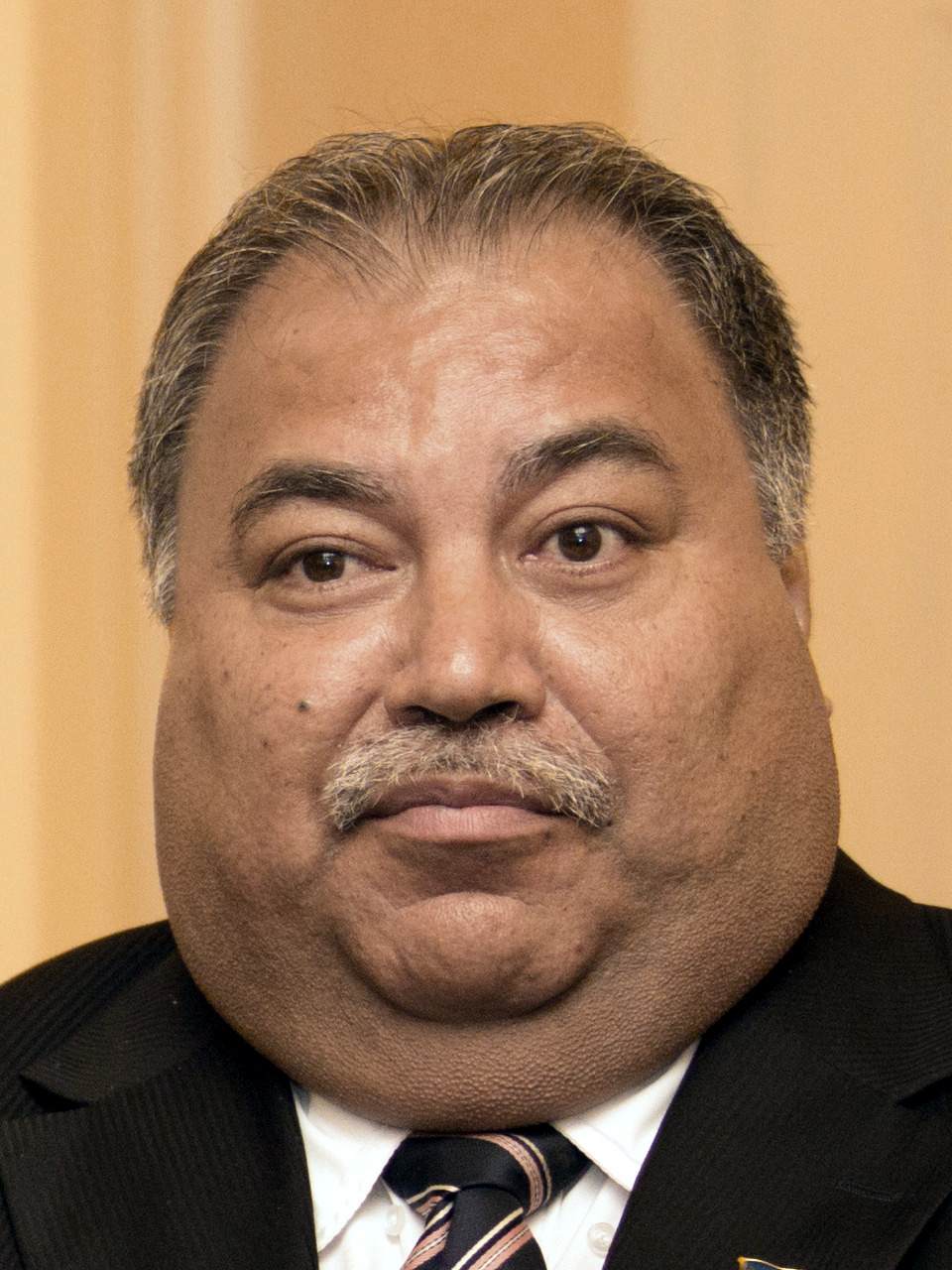
Tổng thống thứ 14 của Nauru Baron Waqa

Nguyên nhân gây béo phì ở người dân Nauru là do nhiều yếu tố.
Văn hóa của người Nauru bao gồm câu cá và làm vườn. Chế độ ăn của người Nauru chủ yếu bao gồm cá biển, trái cây,  rau củ và dừa. Nauru giành được độc lập vào năm 1968 do tăng trưởng kinh tế từ các hoạt động khai thác. Lợi nhuận thu được từ khai thác khoáng sản được phân phát cho các công dân và dẫn đến sự suy giảm lao động. Chính phủ Nauru và WHO tuyên bố rằng việc nhập khẩu thực phẩm từ phương Tây làm giảm đáng kể văn hóa đánh bắt cá và làm vườn hiện có. Điều này dẫn đến tình trạng cạn kiệt khoáng sản do khai thác quá nhiều và làm suy thoái kinh tế.
Từ những năm 1980, người Nauru dẫn đầu thế giới về lối sống ít vận động và chế độ ăn uống không lành mạnh, góp phần gây ra "tình trạng sức khỏe tồi tệ nhất ở khu vực Thái Bình Dương".
90% diện tích đất của Nauru được bao phủ bởi các mỏ phosphat, phần lớn được khai thác theo dải và không thể trồng trọt được. Do đó, người Nauru phụ thuộc vào nhập khẩu thực phẩm chế biến chứa nhiều đường và chất béo từ các nước Châu Đại Dương lớn như Úc và New Zealand.
Giáo sư Đại học Queensland và nhà nghiên cứu Nam Thái Bình Dương Clive Moore tuyên bố rằng béo phì được coi là dấu hiệu của sự giàu có ở Nauru.
Việc thiếu tập thể dục, hiểu biết về sức khỏe và sự giáo dục sức khỏe kém cùng với văn hóa ưa thích béo phì đã được xác định là những yếu tố góp phần gây nên tỷ lệ béo phì cao ở Nauru.

## Hậu quả
Nauru có tỷ lệ người lớn mắc bệnh tiểu đường cao nhất trên toàn thế giới. Liên đoàn Đái tháo đường Quốc tế (IDF) xác định 31% người Nauru mắc bệnh đái tháo đường, với tỷ lệ cao tới 45% ở những người từ 55 đến 64 tuổi.

## Nỗ lực điều trị béo phì
Cơ quan y tế Nauruan đã phát triển một số biện pháp để giảm tỷ lệ béo phì, chẳng hạn như tư vấn cho mọi người đi bộ xung quanh chu vi của sân bay quốc tế Nauru, có thể dài tới 3 dặm (4,8 km). Ngoài ra, các buổi tập thể dục, thể thao thường xuyên cũng được tổ chức.